# Joselu
José Luis Mato Sanmartín (* 27. března 1990 Stuttgart), známý jako Joselu, je španělský profesionální fotbalista, který hraje na pozici útočníka za katarský klub Al-Gharafa a za španělský národní tým.

## Klubová kariéra
Mimo Španělsko působil na klubové úrovni v Německu a Anglii.

## Reprezentační kariéra
Zúčastnil se Mistrovství Evropy hráčů do 19 let 2009 konaného na Ukrajině, kde mladí Španělé skončili na nepostupovém 3. místě v základní skupině B. Joselu na šampionátě vstřelil dva góly, jeden proti Turecku (výhra 2:1) a druhý proti Srbsku (prohra 1:2).